# Maksymilian Rose

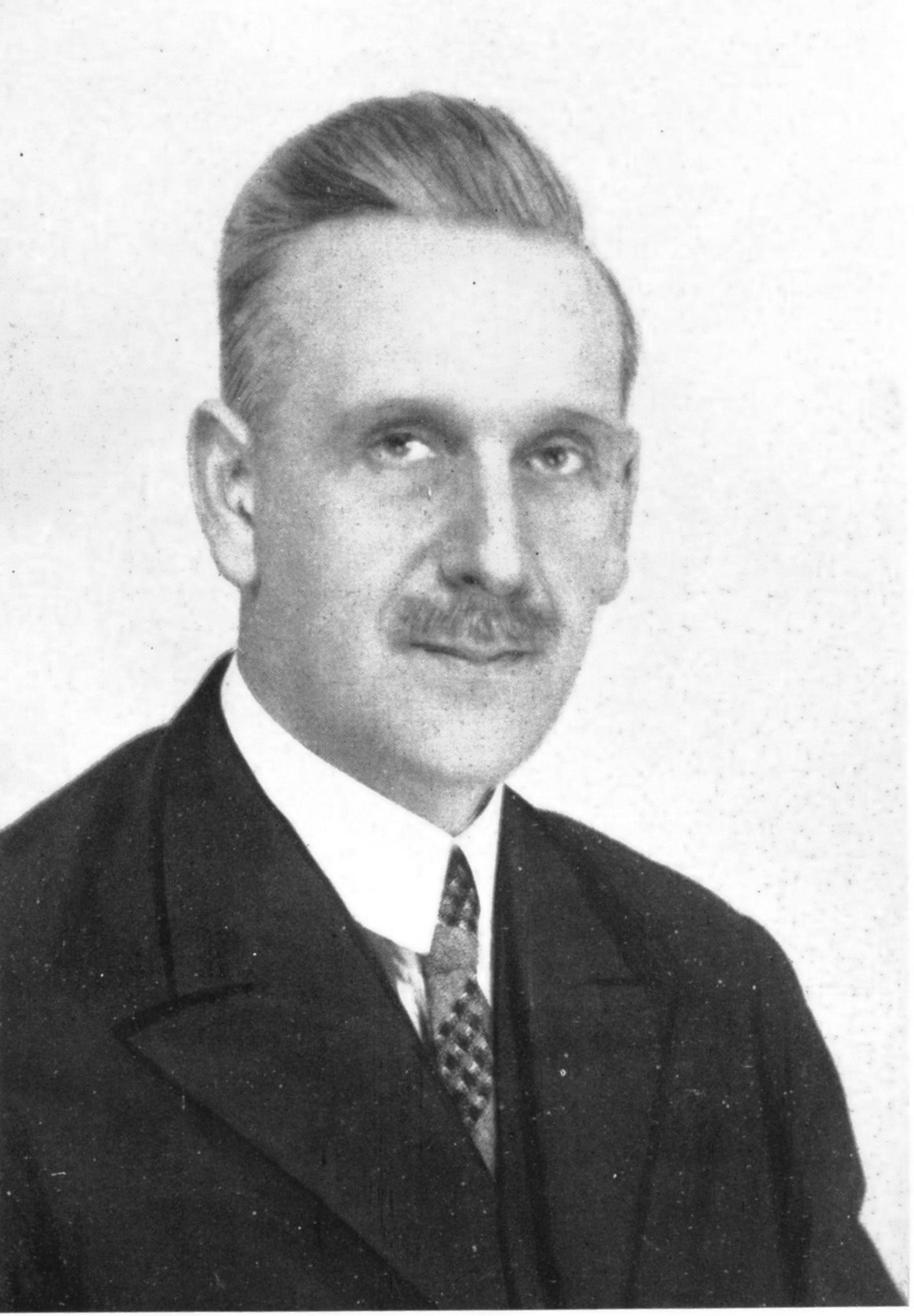
Maksymilian Rose

Maksymilian Rose (* 19. Mai 1883 in Przemyśl; † 30. November 1937 in Wilno) war ein polnischer Neurologe und Psychiater.

## Leben
Rose studierte von 1902 bis 1908 Medizin in Krakau. Während seiner Assistentenjahre war er Schüler von Theodor Ziehen und Hermann Oppenheim in Berlin und Korbinian Brodmann in Tübingen. 1925 wurde er Abteilungsleiter im Kaiser-Wilhelm-Institut für Hirnforschung Berlin. 1928 habilitierte er sich in Warschau. Ab 1931 war er Professor an der Universität Vilnius. 
Seine Hauptwerke waren zwei Atlanten der Zytoarchitektonik. 

## Werke
- Histologische Lokalisation der Großhirnrinde bei kleinen Säugetieren. In: Journal für Psychologie und Neurologie. Bd. 19, Ergänzungsheft 2, S. 119–207.
- Die Organdifferenzierung der Großhirnrinde im Lichte der vergleichenden Architektonik. In: Naturwissenschaften. 14, 50–51, 1926, S. 1184–1187. doi:10.1007/BF01451764.
- Der Allocortex bei Tier und Mensch. 1927.
- mir M. Bielschowsky: Die Bedeutung des Nachweises oxydierender und reduzierender Gewebefermente für Lokalisationsfragen des Gehirns. In: Journal fuer Psychologie und Neurologie. Bd. 39, 1927, S. 73–83.
- O cytoarchitektonice przedmóżdża żółwi. 1928.
- Die morphogenetische Einteilung der Großhirnrinde. In: Naturwissenschaften. 16, 22, 1928, S. 399–404. doi:10.1007/BF01459025.
- Über das histogenetische Prinzip der Einteilung der Großhirnrinde. In: Anatomischer Anzeiger. 1929.
- Atlas cytoarchitektoniczny kory mózgowej myszy. 1929.
- Atlas cytoarchitektoniczny kory mózgowej królika. 1931.
- Maksymilian Rose, Stella Rose. Topografia pól architektonicznych kory mózgowej na czaszce królika. 1933.
- O indywidualnych właściwościach kory mózgowej u ludzi. In: Rocznik Psychiatryczny. 21, 1933, S. 297–319.
- Międzymózgowie królika. PAU, Wilno 1935.
- Cytoarchitektonik und Myeloarchitektonik der Großhirnrinde. In: O. Bumke, O. Foerster (Hrsg.): Handbuch der Neurologie, Allgemeine Neurologie. 1. Anatomie. Springer, Berlin 1935, S. 588–778. (online, PDF-Datei; 47 MB)
- Die morphologische Grundlage der Torsionsdystonie. Towarzystwo Naukowe Warszawskie, Warschau 1937.
- Mózg Józefa Piłsudskiego. Cz. 1. Wilno 1938.